# Liga de los Jóvenes Comunistas de Alemania

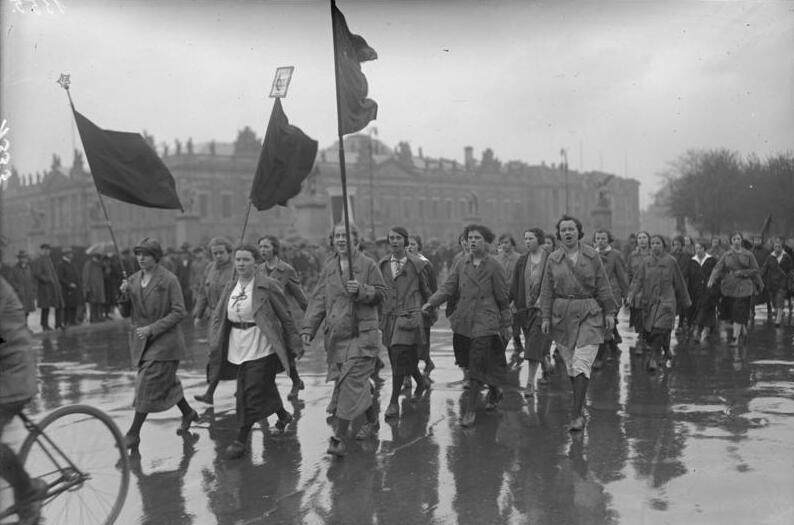
Marcha del KJVD durante la festividad del Primero de Mayo de 1925, en Berlín.

La Liga de los Jóvenes Comunistas de Alemania (en alemán: Kommunistischer Jugendverband Deutschlands, abreviado KJVD) fue una organización juvenil alemana de ideología comunista. Sus orígenes están en la Freie Sozialistische Jugend del Partido Comunista de Alemania. Aunque el KJVD asumió su organización definitiva en 1925, en realidad su antecesor, la Freie Sozialistische Jugend,  ya había sido creada en octubre de 1918 con el apoyo de la Liga Espartaquista (Spartakusbund).
Después de que la mayoría de los militantes del Partido Socialdemócrata Independiente de Alemania (USPD) se unieran al KPD en 1920, las juventudes del USPD siguieron el mismo camino y poco después se unieron a la juventudes comunistas, dando lugar a la formación de la KJVD en 1925. Sus actividades iban desde la venta de los periódicos del partido, pintada de eslóganes, pegada de carteles, cobro cuotas, hasta la organización de actos de agitación o la composición de coros musicales que acompañaban las manifestaciones y otros grandes eventos del KPD. Las juventudes comunistas disponían de su propia editorial, la "Joven Guardia". La KJVD también practicó la estrategia comunista de atacar al Partido Socialdemócrata como incitador del "social-fascismo", lo que conllevó un considerable aumento en la hostilidad del KJVD hacia los socialdemócratas.
Durante los últimos años de la República de Weimar la KJVD alcanzó el tope máximo de su militancia, teniendo entre sus filas a 35 000-50 000 miembros. Además, muchos de aquellos que se unían a las juventudes eran hijos de padres comunistas, siendo militantes muy fieles al Partido Comunista. Las Juventudes comunistas y su organización matriz, el Partido Comunista, llegaron a mantener fuertes desavenencias políticas, especialmente por el apoyo de los miembros del KJVD al joven intelectual Heinz Neumann, que abogaba por un mayor uso de la violencia física contra sus enemigos políticos, incluyendo a los nazis.
El futuro líder de la República Democrática Alemana (RDA), Erich Honecker, fue miembro del KJVD y en 1931 se convirtió en líder del KJVD en Sarre.
Tras la toma del poder por los nazis en 1933, la Liga de los Jóvenes Comunistas fue ilegalizada junto al partido comunista y sus miembros pasaron a la clandestinidad. En 1936 la KJVD se unió junto a otras organizaciones juveniles izquierdistas en el exilio para a su vez crear Juventud Libre Alemana (FJL).
El órgano central de comunicación del KJVD era Die Arbeit, que se publicaba ilegalmente.